# Maprounea brasiliensis
Maprounea brasiliensis là một loài thực vật có hoa trong họ Đại kích. Loài này được A.St.-Hil. mô tả khoa học đầu tiên năm 1828.